# Adria Mobil
Adria Mobil је словеначка компанија за производњу специјалних возила са седиштем у Новом Месту која је специјализована за производњу путничких приколица и рекреативних возила. Производи компаније су брендирани под брендом "Adria", а целокупну залиху пласира и продаје на јединственом европском тржишту.  Adria камп кућице се обично заснивају на возилима Fiat и Mercedes. 
Компанија има 6,5 одсто тржишног учешћа на европском тржишту и заузима шесто место међу најуспешнијим европским произвођачима у основном програму, каравана и камп кућица. 

## Историја
Предузеће је основано 1965. као део Индустрија моторних возила и постала је аутономна 1990. 
1982. Adria је лансирала свој први камп на точковима Adriatik.
1996. Adria је пребачена у нову компанију Adria Mobil. 
1998. Adria је лансирала Coral нископрофилну линију кампера, а затим 2010. Sonic интегралну камп кућицу. 
Adria је 2007. купила шпанског произвођача мобилних кућа Sun Roller.  
Произвођач је 2015. прославио своју 50. годишњицу лансирањем посебне колекције својих Twin и Matrix модела, препознатљивих по металик сребрној каросерији. 
Adria-у је 2017. купила француска фирма Trigano, једна од највећих компанија за рекреативна возила у Европи.    

## Adria Holidays
Adria Holidays је подружница Adria Mobil и нуди комплементарне туристичке услуге у духу развоја Adria Mobil производа за активно провођење слободног времена.
Главне понуде Adria Holidays-а су:
- апартмани на јадранској обали
- услуге чартера јахти
- изнајмљивање Adria Mobil каравана